# L'Île des navires perdus (film, 1929)
Pour les articles homonymes, voir L'Île des navires perdus.
Pour plus de détails, voir Fiche technique et Distribution.
L'Île des navires perdus (The Isle of Lost Ships) est un film américain réalisé par Irvin Willat, sorti en 1929.
Remake de L'Île des navires perdus (1923) de Maurice Tourneur, il a été tourné en deux versions alternatives, l'une muette (avec effets sonores et musique), l'autre parlante.

## Synopsis
Les passagers de plusieurs navires sont pris au piège dans la partie de l'océan Atlantique sud infestée d'algues, connue sous le nom de mer des Sargasses...

## Fiche technique
- Titre : L'Île des navires perdus
- Titre original : The Isle of Lost Ships
- Réalisation : Irvin Willat
- Scénario : Fred Myton, d'après le roman The Isle of Dead Ships de Crittenden Marriott
- Photographie : Sol Polito, assisté de George K. Hollister
- Montage : John Rawlins
- Musique : Cecil Copping et Alois Reiser (non crédités)
- Société de production : First National Pictures
- Société e distribution : First National Pictures
- Pays d'origine :  États-Unis
- Langue : Anglais
- Genre : Film d'aventure
- Noir et blanc – 84 min
- Dates de sorties :
  -  États-Unis : 16 octobre 1929
  -  France : 30 mai 1930

## Distribution
- Jason Robards Sr. : Frank Howard
- Virginia Valli : Dorothy Whitlock-Renwick
- Clarissa Selwynne : Tante Emma / Mme Renwick
- Noah Beery : Capitaine Peter Forbes
- Robert E. O'Connor : Jackson
- Harry Cording : Gallagher
- Margaret Fielding : Mme Gallagher
- Katherine Ward : Mère Joyce / Mme Burke
- Robert Homans : M. Burke
- Jack Ackroyd : Harry
- Sam Baker : un indigène
- George F. Marion (non crédité) : un vieux capitaine